# Birżański Park Regionalny
Birżański Park Regionalny (lit. Biržų regioninis parkas) – park regionalny na Litwie, położony w północnej Auksztocie. Utworzony został w 1992 r. i obejmuje powierzchnię 14 406 ha.
Na terenie parku stwierdzono występowanie 336 gatunków roślin, 45 gatunków grzybów. Lasy zajmują 24,3% powierzchni parku. W parku znajduje się m.in. zamek w Birżach oraz kopiec w Ąžuolpamūšės.